# Companhia Central Peninsular dos Caminhos de Ferro de Portugal
La Companhia Central Peninsular dos Caminhos de Ferro de Portugal, igualmente conocida como Companhia Peninsular, fue una empresa ferroviaria portuguesa, que construyó el tramo entre Lisboa y Carregado de la Línea del Norte, en Portugal. Fue constituida por Hardy Hislop en 1852, y extinta en 1857.

## Historia

### Formación
A mediados del siglo XIX, el estado buscó construir un ferrocarril entre Lisboa y España; un empresario británico, Hardy Hislop, presentó un proyecto para esta conexión. Entre el 6 de mayo y el 31 de julio de 1852, el entonces ministro de Hacienda, Fuentes Pereira de Melo, instituyó un concurso para la construcción del primer tramo de esta conexión ferroviaria, entre Lisboa y Santarém; la concesión fue entregada, de forma provisional, a la Compañía Central y Peninsular de los Ferrocarriles en Portugal, que había sido fundada por Hardy Hislop, y financiada, mayoritariamente, por capitales ingleses. El contrato definitivo fue firmado el 11 de mayo del año siguiente, habiéndose iniciado las obras el 17 de septiembre.

### Construcción de la conexión ferroviaria hasta Carregado

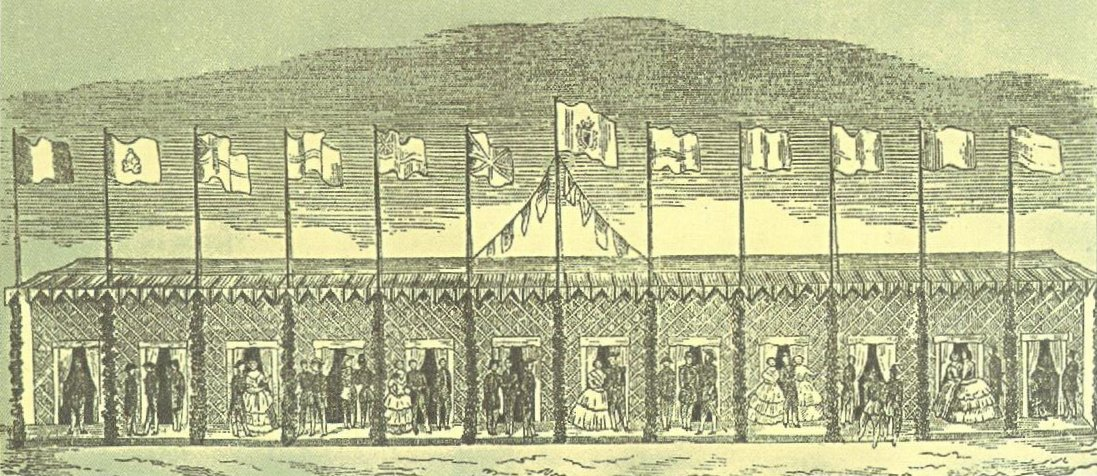
Pabellón montado en la Estación del Carregado, para la ceremonia de inauguración de la línea férrea.

El 5 de septiembre de 1855, no obstante, las obras fueron suspendidas, debido a conflictos entre la Compañía y el principal empresario, Waring Brothers & Shaw; el gobierno tomó posesión de las obras al día siguiente, y retiró la concesión a la Compañía. En enero del año siguiente, el profesor B. Wattier llega a Portugal, para dirigir las obras; entre tanto, el gobierno procuró llegar a un acuerdo con los empresarios, sin éxito. La conexión ferroviaria hasta Carregado fue inaugurada el 28 de octubre de 1856.

### Extinción
A pesar de que el ferrocarril hubiese llegado a Carregado, y del apoyo del estado, la Compañía continuaba con varias dificultades financieras y técnicas, lo que provocaba interrupciones en las obras; se volvió, así, imposible la llegada de la conexión ferroviaria hasta Santarém en septiembre de 1857, como había sido establecido por contrato, por lo que el estado suspendió el contrato con la Compañía en ese año, y negoció con el ingeniero y empresario británico Samuel Morton Peto, la formación de una nueva empresa.